# Charque
O charque (em quíchua:  charki ou em araucano charqui, carne salgada) é uma carne salgada e seca ao sol com o objetivo de mantê-la própria ao consumo por mais tempo. Tem uma salga e exposição solar maiores que outras carnes dessecadas, sendo empilhado como mantas em lugares secos para desidratação. Não é rara a utilização dos termos charque, carne-seca e carne de sol como sinônimos, no entanto a diferença reside basicamente no modo de preparação.

## História
Na região andina da América do Sul, na era pré-colombiana, já havia um preparo de carne desidratada, com características de liofilizada, graças às condições atmosféricas do altiplano; os cortes utilizados eram de lhama ou outro gado, e denominava-se charqui.
No Brasil, o início da produção do charque foi no Nordeste, cuja ocupação do seu interior no fim do século XVII, depois da Guerra dos Bárbaros, se intensificou com a implantação das estâncias de gado. O charque era produzido, assim como no Altiplano Andino, para a manutenção da carne. Basicamente, servia para a alimentação dos escravos que trabalhavam no Ciclo da cana-de-açúcar.
Os mercados produtores de carne bovina eram os estados de Ceará, Rio Grande do Norte e Paraíba. Pernambuco era o mercado consumidor. Com a desvalorização do rebanho durante o transporte para abate nos mercados consumidores, os produtores começaram a abater os animais e conservar a carne em sal, nos locais mais próximos aos portos, como Aracati, no Ceará, e nas salinas de Mossoró. Gado e sal foram os negócios que renderam lucros para suas capitanias produtoras.
Porém, com a seca iniciada em 1777, conhecida como a Seca dos três setes, que se prolongou com estiagens até 1779, a produção de charque no nordeste se tornou inviável devido à morte dos rebanhos das fazendas produtoras, o que provocou uma crise econômica e social na região. Assim, o estado do Rio Grande do Sul, que naquela altura já tinha um enorme rebanho, passou a liderar a produção de carne, no mesmo período em que foi assinado o Tratado de Santo Ildefonso, que permitia uma trégua na luta entre espanhóis e portugueses, possibilitando investimentos econômicos na região, até então exclusivamente criadora de gado, através das estâncias.
Em 1780, na cidade de Pelotas, foi construída a primeira charqueada de que se tem registro, por José Pinto Martins, refugiado da seca cearense. Pouco depois, numerosos outros estabelecimentos foram construídos, e o charque passou a ser exportado ao Nordeste, iniciando-se o Ciclo do charque em Pelotas.
No século XIX, o charque era utilizado como alimento dos escravos da cafeicultura em todo o Brasil (o outro alimento utilizado era o bacalhau) e nas regiões que adotavam o sistema escravista, como o Caribe (principalmente Cuba). Era também utilizado pelas camadas pobres da população livre, por ser barato e dispensar refrigeração. O charque era quase exclusivamente produzido pelo Brasil, com concorrência do Uruguai e da Argentina. Até o final do ciclo do Charque, o Rio Grande do Sul era o maior produtor de charque do Brasil.

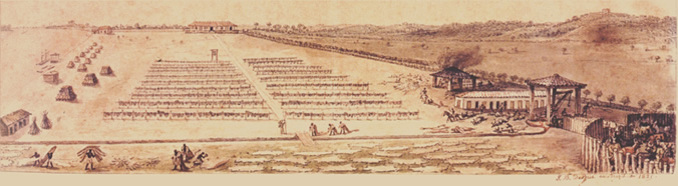
Charqueada no Rio Grande do Sul no início do século XIX, ilustração de Debret

## Características e preparação
Diferente da carne de sol, é produzido em larga escala e geralmente transportado por longas distâncias e consumido longe de seu local de fabricação. Não precisa de refrigeração, é quase completamente desidratado por sua forte salga, tem um odor e gosto fortes típicos, e necessita longo tempo para dessalgar-se.
Na sua preparação, a carne bovina é desossada, cortada em grandes pedaços delgados (“mantas”), salgada (cobertura de até 2 cm de sal), empilhada e exposta em galpões ventilados. As mantas são constantemente mudadas de posição para facilitar a desidratação. Após a desidratação da carne, ela é rapidamente lavada para retirada do excesso de sal, e a seguir secada em gaiolas expostas ao sol (recebe até 8 horas de exposição por até 5 dias), para então ser comercializada.

## Uso atual
O charque de hoje é feito com carne bovina, principalmente de vitela ou carne jovem, de cortes menos nobres, como acém ou músculo. Sua principal utilização é na elaboração do pratos típicos regionais como arroz carreteiro, roupa velha (charque desfiado) e charque farroupilha no Sul, e escondidinho de charque (com purê de macaxeira) e arrumadinho (com feijão verde, vinagrete e farinha) no Nordeste.